# Ре (Орн)
Ре (фр. Rai) — коммуна на северо-западе Франции, находится в регионе Нормандия, департамент Орн, округ Мортань-о-Перш, центр одноименного кантона. Коммуна расположена в 58 км к северо-востоку от Алансона и в 84 к северо-западу от Шартра, в 20 км от автомагистрали N12. Через территорию коммуны протекает река Риль, приток Сены. В 3 км к западу от центра коммуны находится железнодорожная станция Ре-Об линии Сен-Сир–Сюрдон.
Население (2018) — 1 414 человек. 

## Достопримечательности
- Церковь Успения Богоматери (Notre-Dame-de-l'Assomption) XI века
- Шато де Буаторель

## Экономика
Уровень безработицы (2018) — 13,8 % (Франция в целом —  13,4 %, департамент Орн — 10,4 %). 

Среднегодовой доход на 1 человека, евро (2018) — 20 590 (Франция в целом — 21 730, департамент Орн — 20 140).

## Демография
Динамика численности населения, чел.

## Администрация
Пост мэра Ре с 2005 года занимает Мишель Маро (Michel Marot). На муниципальных выборах 2020 года возглавляемый им список был единственным.
| Период | Период | Фамилия     | Партия        | Примечания                                    |
| ------ | ------ | ----------- | ------------- | --------------------------------------------- |
| 1959   | 1976   | Гюстав Паве |               | директор школы                                |
| 1976   | 2005   | Пьер Севен  |               |                                               |
| 2005   |        | Мишель Маро | Разные правые | фермер, член Генерального совета департамента |